# Mimemodes carenifrons
Mimemodes carenifrons es una especie de coleóptero de la familia Monotomidae.

## Distribución geográfica
Habita en Taiwán y Japón.